# Dinamin
Dinamin je GTPaza odgovorna za endocitozu u eukariotskim ćelijama. Dinamini prvenstveno učestvuju u odvajanju novoformiranih vezikula od membrane jednog ćelijskog kompartmana, i njihovom usmeravanju i spajanju sa drugim kompartmanom. Oni posreduju endocitozu sa ćelijske površine (posebno internalizaciju kaveola), kao i sa Goldžijevog aprata. Dinamin učestvuje i nizu procesa deobe organela, citokineze i u pružanju otpora mikrobnim patogenim.
Dinamin pripada dinaminskoj superfamiliji koja obuhvata klasične dinamine, dinaminu slične proteine, Mx proteine, OPA, mitofuzine, i GBP proteine.
Dinamin je enzim sa 96 . On je privi put izolovan tokom pokušaja da se izoluju motori bazirani na mikrotubulama iz goveđeg mozga. Dinamin je intenzivno proučavan u kontekstu pupljenja klatrinom pokrivenih vezikula sa ćelijske membrane.

## Literatura
- Nicholas C. Price; Lewis Stevens (1999). Fundamentals of Enzymology: The Cell and Molecular Biology of Catalytic Proteins (Third изд.). USA: Oxford University Press. ISBN 019850229X.
- Eric J. Toone (2006). Advances in Enzymology and Related Areas of Molecular Biology, Protein Evolution (Volume 75 изд.). Wiley-Interscience. ISBN 0471205036.
- Branden C; Tooze J. Introduction to Protein Structure. New York, NY: Garland Publishing. ISBN 0-8153-2305-0.
- Irwin H. Segel. Enzyme Kinetics: Behavior and Analysis of Rapid Equilibrium and Steady-State Enzyme Systems (Book 44 изд.). Wiley Classics Library. ISBN 0471303097.

## Spoljašnje veze
- Dynamins на 